# StarLogo
StarLogo é uma linguagem de simulação baseada em agentes desenvolvida por Mitchel Resnick, Eric Klopfer e outros no MIT Media Lab e no Programa de Educação Docente do MIT em Massachusetts. É uma extensão da linguagem Logo, um dialeto derivado do Lisp. Projetada para a educação, StarLogo pode ser utilizada por estudantes para modelar o comportamento de sistemas descentralizados.
A primeira versão rodava em um computador paralelo Connection Machine 2. Uma versão subsequente rodava em computadores Macintosh. Essa versão se tornou conhecida posteriormente como MacStarLogo e agora é chamada de MacStarLogo Classic. O StarLogo atual é escrito em Java e funciona na maioria dos computadores.
O StarLogo também está disponível em uma versão chamada OpenStarLogo. O código fonte do OpenStarLogo está disponível online, embora a licença não seja uma licença de código aberto de acordo com a Open Source Definition, por causa das restrições no uso comercial do código.
StarLogo TNG (A Próxima Geração) versão 1.0 foi lançada em Julho de 2008. Fornece um mundo tridimensional usando gráficos OpenGL e uma linguagem gráfica baseada em blocos para aumentar a facilidade de uso e a capacidade de aprendizado. É escrita em C e em Java. Utiliza "blocos" para juntar, como peças de um quebra-cabeça. A leitura dos blocos é feita na ordem em que você os encaixa. A configuração é realizada na visualização Spaceland.
O StarLogo foi uma influência primária para o sistema de partículas Kedama, programado por Yoshiki Oshima, encontrado no ambiente e linguagem de programação educacional Etoys, que pode ser visto como um Logo feito originalmente em Squeak Smalltalk.